# Саси, Луи де
Луи де Саси (фр. Louis de Sacy; 1654, Париж — 26 октября 1727, Париж) — французский прозаик, переводчик и юрист, член Французской академии (Кресло № 2, 1701—1727).
Известный парижский адвокат. Частый гость литературного салона маркизы де Ламбер, для утончённых представителей парижского общества того времени было большой честью получить приглашение на знаменитые «вторники», где ещё в почёте было благородство и великолепие «Великого века» Людовика XIV. Хозяйка Салона предпочитала его многим другим гостям.
Им написан «Договор о дружбе» (Traité de l’amitié) и «Договор о славе» (Traité de la gloire). Переводил с латыни. Его перевод Писем Плиния Младшего сделал де Саси популярным и позволил с 21 февраля 1701 года стать членом Французской академии.
Луи де Саси был одним из четырёх академиков, которые участвовали в слушаниях по делу об исключении из Академии аббата Шарля Сен-Пьера.
Его место в Академии занял Монтескьё.

## Избранные публикации
- Traité de l’amitié (1701)
- Traité de la gloire (1715)
- Recueil de mémoires et factums et harangues de M. de Sacy (2 volumes, 1724)

Переводы Плиния Младшего
- Lettres de Pline le Jeune (1699)
- Panégyrique de Trajan (1709)